# كينيث أبراهامز
كينيث أبراهامز (بالإنجليزية: Kenneth Abrahams)‏ هو طبيب ناميبي، ولد في 1936.